# هنري درابر
هنري درابر (7 مارس 1837 - 20 نوفمبر 1882)
 هنري درابر (بالإنجليزية: Henry Draper)‏ فلكي هاوي و طبيب أمريكي كان درابر واحد من رواد استخدام التصوير الفلكي. على غرار جوزيف فراونهوفر، لويس موريس وأنجلو سيكي، الذين سبقوه في هذا المجال.بعد وفاته من مرض التهاب الجنبة مولت أرملته وسام هنري درابر للمساهمات البارزة في الفيزياء الفلكية ويعطى الآن عن طريق الأكاديمية الوطنية للعلوم الأمريكية لمن يساهم في فيزياء الفلك .بالإضافة إلى التلسكوب الذي أستخدم لإعداد كتالوج هنري درابر من أطياف النجوم.هذا التلسكوب التاريخي موجود الآن في في مركز تورون لعلم الفلك (جامعة نيكولاس كوبرنيكوس) في بولندا.سميت فوهة صدمية صغيرة على سطح القمر في بحر الأمطار على أسمة Draper (crater)
نشر كتالوج هنري درابر بين عامي 1918 و1924،و يحتوي تصنيفات طيفية لي 225300 نجم؛ تم توسيعه فيما بعد وتسميتة ملحق هنري درابر (HDE)، الذي نشر بين عامي 1925 و1936، والذي أضاف تصنيفات لي 46850 نجم، وملحق هنري درابر للرسوم البيانية (HDEC)، نشر بين عامي 1937-1949 على شكل رسوم بيانية، والذي أضاف تصنيفات لي 86933 نجم. و بالمجمل تم تصنيف 359083 نجم في الفهرس

## روابط خارجية
- هنري درابر على موقع الموسوعة البريطانية (الإنجليزية)
- هنري درابر على موقع إن إن دي بي (الإنجليزية)